# Gaspar Vianna
Gaspar deOliveira Vianna (Belém, 11 maggio 1885 – 14 giugno 1914) è stato un medico e anatomo-patologo brasiliano.
Nell'ottobre del 1909, poco dopo essersi laureato, venne invitato da Oswaldo Cruz a entrare nello staff di Carlos Chagas, per occuparsi di ricerca anatomo-patologica. Scrisse i primi fondamentali lavori sulla patogenesi della tripanosomiasi americana. Nel 1911, mostrò come la forma infettante di Trypanosoma cruzi invade l'organismo dei vertebrati, penetra i tessuti, si riproduce e ritorna nel sangue, dove non si moltiplica.
Vianna descrisse anche le lesioni provocate dalla malattia a carico del sistema nervoso autonomo e compì le prime osservazioni sui danni a carico del miocardio. Nel 1911, durante gli studi sulla malattia di Chagas, Vianna scoprì una specie nuova del genere Leishmania, la Leishmania brasiliensis, protozoo responsabile della leishmaniosi tegumentaria americana o leishmaniosi cutaneo-mucosa.
Scoprì anche l'azione del tartaro emetico (un antimoniale trivalente), il primo farmaco efficace impiegato nel trattamento di quella malattia e del granuloma venereo.
Nel 1913, Vianna ottenne il titolo di libero docente alla cattedra di Anatomia Patologica della Facoltà di Medicina dell'Università di Rio de Janeiro.
Morì prematuramente, a 29 anni, il 14 giugno del 1914, dopo soli 6 anni di esercizio della medicina, vittima di un'infezione tubercolare acuta (meningite), contratta accidentalmente durante un'autopsia, dopo essere stato investito dal materiale purulento schizzato da un empiema pleurico da lui inciso.
In suo onore le specie del sottogenere americano di Leishmania da lui scoperto sono state chiamate Leishmania (Viannia) spp.